# غنت-وفلجم 2017
غنت-وفلجم 2017 (بالإنجليزية: 2017 Gent–Wevelgem)‏ هو سباق دراجات هوائية، وهو الموسم رقم 79 من نفس السباق، وأقيم في 26 مارس 2017، وامتدّ لمسافة 249.2 كيلومتر، وهو أحد سباقات طواف العالم للدراجات 2017، وهو من نوع سباق يوم واحد، وقد شارك في السباق 200 متسابقاً ووصل إلى نهايته 115 متسابقاً.
فاز فيه بالمركز الأول جريج فان أفرمت، وبالمركز الثاني ينس كوكلاير، وبالمركز الثالث بيتر ساجان.

## الفرق
| فرق عالمية (18)- Bora-Hansgrohe - Quick-Step Floors - Lotto-Soudal - BMC Racing Team - AG2R La Mondiale - Astana - Bahrain-Merida - Cannondale-Drapac - FDJ - Movistar Team - Orica-Scott - Dimension Data - Katusha-Alpecin - Lotto NL-Jumbo - سكاي - سنويب - Trek-Segafredo - UAE Team Emirates فرق قارية محترفة (7)- سبورت فلاندرين بالويس 2017 ‏ - Wanty-Groupe Gobert - Verandas Willems-Crelan ‏ - Cofidis, Solutions Crédits - بنجوال باوليز ساوكس دبليو بي ‏ - Israel Cycling Academy - رومبوت تشارلز ‏ |  |
| |  |

## التصنيف العام النهائي
| التصنيف العام | التصنيف العام   | التصنيف العام | التصنيف العام   | التصنيف العام |        |
| الدراج        | الدراج          | البلد         | الفريق          | الوقت         | السرعة |
| ------------- | --------------- | ------------- | --------------- | ------------- | ------ |
| 1.            | جريج فان أفرمت  | بلجيكا        | بي إم سي راسينغ | 5 س 39 د 05 ث |        |
| 2.            | ينس كوكلاير     | بلجيكا        | أوريكا سكوت     | + 0 ث         |        |
| 3.            | بيتر ساجان      | سلوفاكيا      | بورا هانسغروه   | + 6 ث         |        |
| 4.            | نيكي تيربسترا   | هولندا        | كويك ستب-فلورز  | + 6 ث         |        |
| 5.            | جون ديجينكولب   | ألمانيا       | تريك سيغافريدو  | + 6 ث         |        |
| 6.            | توم بونن        | بلجيكا        | كويك ستب-فلورز  | + 6 ث         |        |
| 7.            | ينس ديبوشار     | بلجيكا        | لوتو سودال      | + 6 ث         |        |
| 8.            | مايكل ماثيوز    | أستراليا      | سنويب           | + 6 ث         |        |
| 9.            | فرناندو جافيريا | كولومبيا      | كويك ستب-فلورز  | + 6 ث         |        |
| 10.           | ساشا مودولو     | إيطاليا       | فريق الإمارات   | + 6 ث         |        |

## وصلات خارجية
- الموقع الرسمي
- غنت-وفلجم 2017 على موقع إحصائيات الدراجات الإحترافية (الإنجليزية)